# Mériadeck

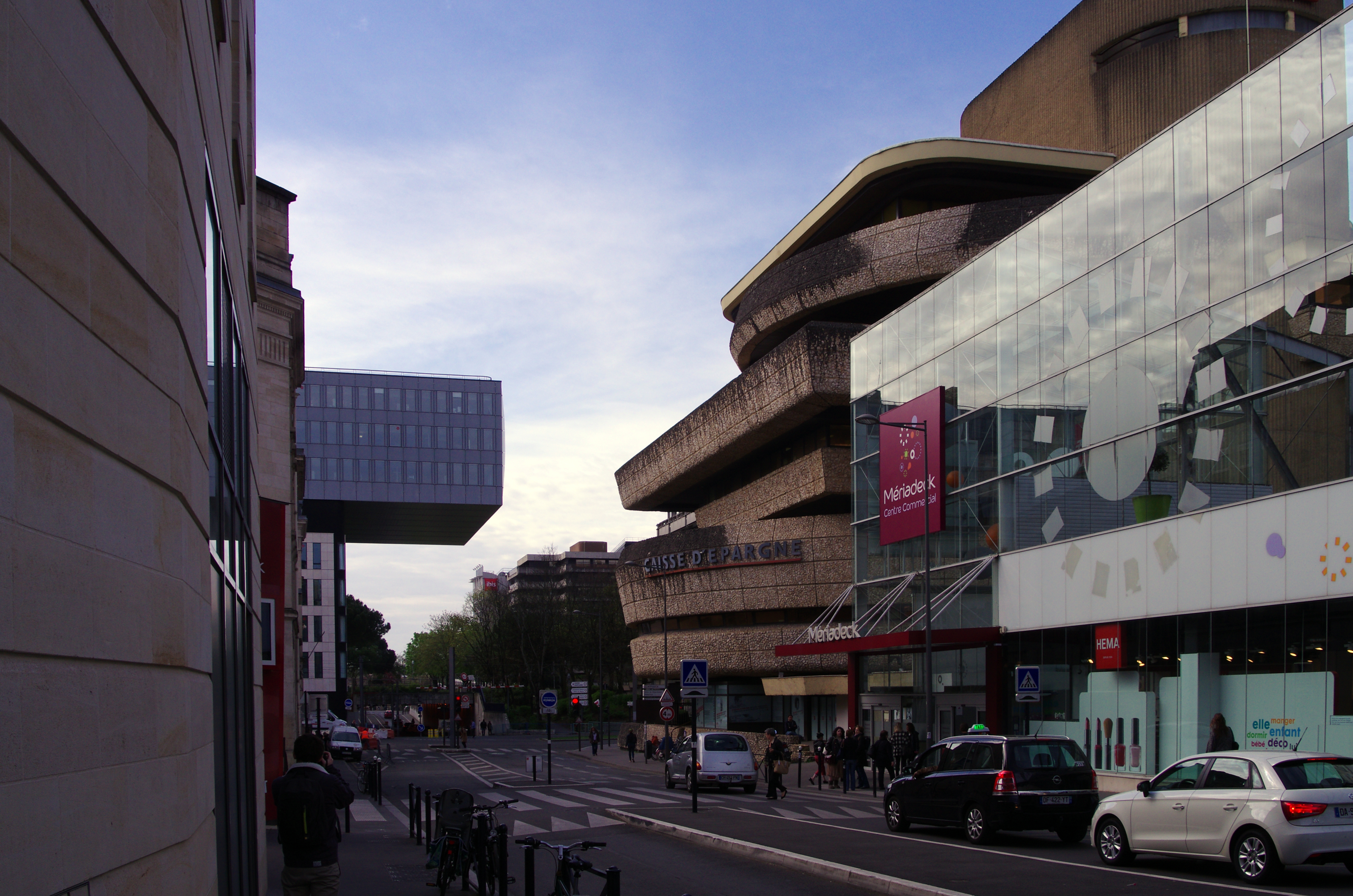
Mériadeck

Mériadeck è un quartiere moderno di Bordeaux, città della Francia sud-occidentale.
Cresciuto nei secoli come un quartiere povero, nel 1955 la giunta municipale guidata da Jacques Chaban-Delmas decise il rinnovamento totale del quartiere costruendo moderni palazzi commerciali ed amministrativi, oltre che dei luoghi d'incontro sportivi.
Gli edifici sono costruiti attorno ad un giardino centrale, circondato da piccole strade pedonali.
Mériadeck è oggi noto come il quartiere d'affari della città ed ospita dei centri commerciali, la sede della Comunità urbana di Bordeaux, la Prefettura della regione Aquitania, il Consiglio generale della Gironda ed alcuni servizi del Tesoro pubblico.
Dal 2003 è collegato al centro della città dal tram cittadino.